# Oberdorf (Solothurn)
Oberdorf is een gemeente en plaats in het Zwitserse kanton Solothurn en maakt deel uit van het district Lebern.
Oberdorf telt 1678 inwoners.